# Cloughoughter Castle
Cloughoughter Castle (irisch Cloch Locha Uachtair) ist eine Burgruine auf einer kleinen Insel im See Lough Oughter, etwa vier Kilometer östlich des Dorfes Killeshandra im irischen County Cavan.

## Geschichte

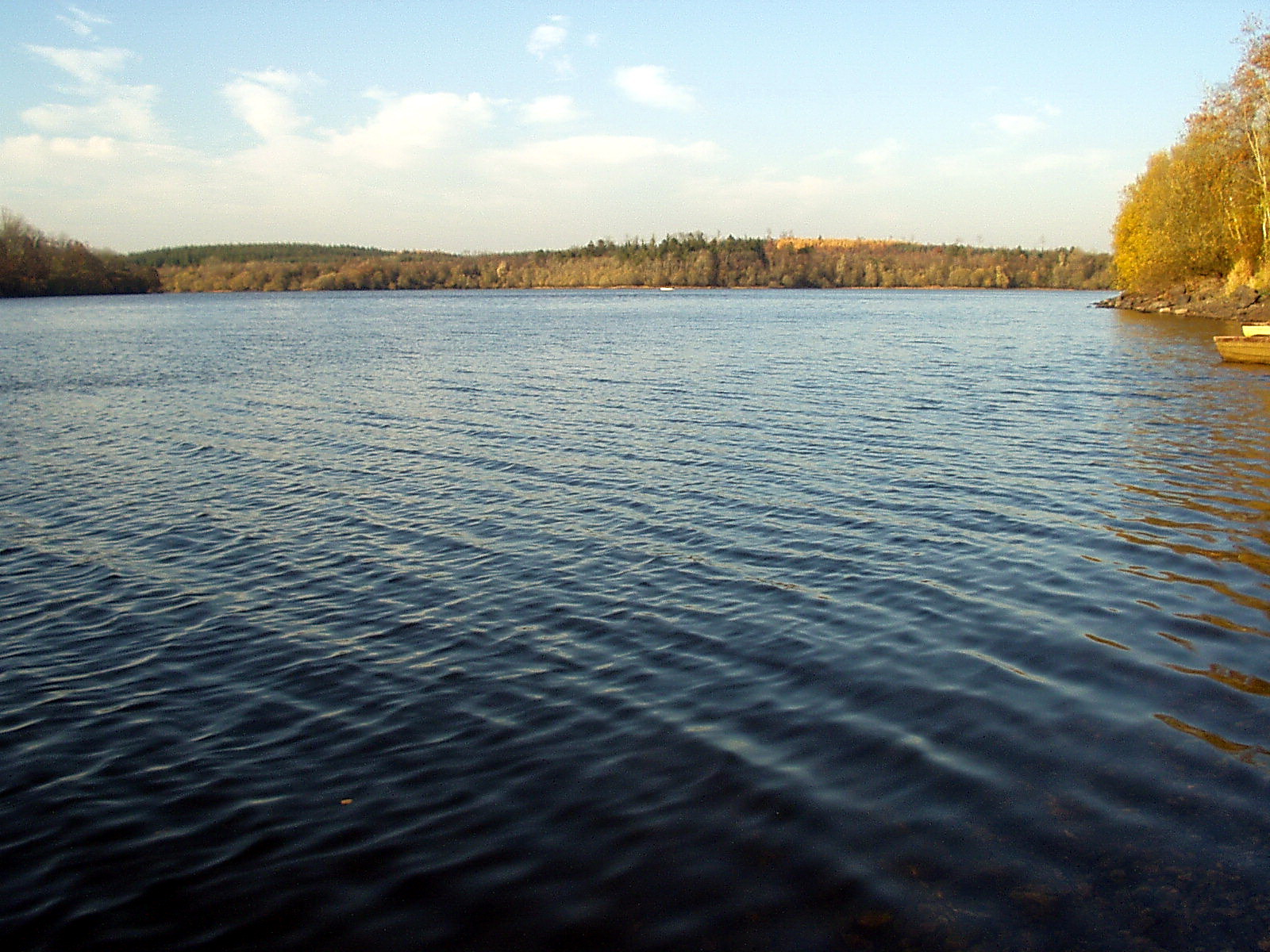
Lough Oughter und die Umgebung der Burgruine

Die Burg lag im historischen Königreich Brefni und zwar in dessen östlichen Teil, der in etwa deckungsgleich mit dem heutigen County Cavan ist. Vor dem Bau der Burg könnte dieser Ort ein Crannóg gewesen sein. Ende des 12. Jahrhunderts war das Gelände in den Händen der Familie O’Rourke, aber es scheint, dass es in die Hände des Anglo-Normannen William Gorm de Lacy fiel, nachdem die Normannen die Kontrolle über einen Teil dieses regierenden Clans an sich gerissen hatten. Es ist nicht genau bekannt, wann der Bau der Burg begann, aber man nimmt an, dass dies im ersten Viertel des 13. Jahrhunderts geschah. Architektonische Elemente sorgen für die Einordnung der unteren beiden Stockwerke in diese Zeit.
1233 nahm der Clan O’Reilly die Gegend in Besitz und ließ die Burg fertigstellen. Sie behielten sie jahrhundertelang inmitten der Konflikte mit dem Clan O’Rourke und Angehörigen ihres eigenen Clans. Dort wurde ‚‘Philip O’Reilly‘‘ in den 1360er-Jahren inhaftiert, und zwar “ohne andere Verpflegung als eine Rolle Hafer für Tag und Nacht und einer Tasse Wasser, sodass er seinen eigenen Urin trinken musste.”

### Nach der Plantation
Der Besitz an Cloughoughter Castle wurde dem Kriegsveteranen Hugh Culme in der erzwungenen Plantation von Ulster garantiert. Culme wohnte nicht in der Burg, sondern ließ ein neues Wohnhaus am nahegelegenen Seeufer bauen. Die Burg wurde weiter befestigt und als Zeughaus genutzt. In der irischen Rebellion von 1641 gelang es Philip O’Reilly, zu dieser Zeit Parlamentsabgeordneter für das County Cavan und geheimer Führer der irischen Revolutionäre, durch eine Verschwörung Hugh Culme festzusetzen und die Kontrolle über die Burg zu erlangen. In dieser letzten Phase ihrer Nutzung diente die Burg als Gefängnis. Dort waren Culme und andere fremde Siedler jahrelang eingesperrt.
1649 starb Owen Roe O’Neill, der Befehlshaber der Ulster Army, auf der Burg. Für die letzten Jahre der Rebellion behielt O’Reilly sie als Inselfestung; insgesamt hatte er sie zwölf Jahre in Besitz. Nach der Niederlage der irischen Armeen besetzten die britischen Truppen Cromwells das Seeufer und belagerten die Burg. Im März 1653 fiel sie als letzte Festung der Rebellen.
Die Burg lag in Ruinen und wurde im 18. und 19. Jahrhundert häufig ein Motiv für Künstler. Im Dublin University Magazine wurde sie 1852 so beschrieben:

„Sie steht auf einer kleinen Insel, knapp dreihundert Fuß im Durchmesser, gerade ausreichend, um die Burg und einen kleinen Streifen Felsen darum aufzunehmen. Die Insel liegt in sehr tiefem Wasser; die Ufer sind eine Meile weit entfernt, wild und noch dicht bewaldet. Die Burg ist eine wunderschöne Ruine, rund, massiv, altersgrau, außer an den Stellen, an denen sie reich von irischem Efeu überwuchert ist. Die Mauern sind immens dick, mit Schießscharten und gewölbten Fenstern, rund und grün überwuchert. Sie ist anders als andere irische Burgen, die einen quadratischen Grundriss haben.“

Erhaltungsarbeiten an der Burgruine begannen 1987.